# Kraaijenberg
De Kraaijenberg is een heuvel op de grens van zandgronden en zeekleigronden in de gemeente Bergen op Zoom en maakt deel uit van de Brabantse Wal.
Het ligt te midden van de Augustapolder, het verdronken dorp Hildernisse, Zeeland en het landgoed Mattemburgh, tegen de stad aan. De steilrand waar de Brabantse Wal om bekendstaat, is goed zichtbaar op de Kraaijenberg. Daarnaast is het een van de weinige punten waar de zandgronden niet grenzen aan polders, maar direct aan kreken en gorzen, in dit geval van het Markiezaatsmeer. De Kraaijenberg en het beboste deel van de Brabantse Wal ten zuiden ervan zijn populair onder recreanten, er is op de berg onder meer een bezoekerscentrum en een klimtoren van 20 meter hoog.